# Yuga
Yuga's zijn volgens de hindoe-filosofie de vier tijdperken waarin de evolutie van het leven verdeeld is:
1. satya yuga of krita yuga
2. treta yuga
3. dwapara yuga
4. kali yuga

De wereld verkeert in een ononderbroken cyclus van deze tijdperken. Volgens de Yuga Purana wordt elke opgaande fase in de cyclus van kali yuga tot satya yuga gevolgd door een neergaande fase terug naar kali yuga. Een andere theorie is dat de wereld aan het einde van een neergaande kali yuga terug zal keren naar satya yuga en vervolgens opnieuw aan een neergang zal beginnen. De vier yuga's tezamen zijn een mahayuga (grote yuga).
De neergang van satya naar kali wordt geassocieerd met een steeds verdergaande achteruitgang van dharma (normen en regels). Zo zou de regering van Mahapadma Nanda de kali yuga hebben ingeleid, aangezien deze koning geen kshatriya was. Daarna werd de komst van Indo-Grieken en Indo-Scythen na het uiteenvallen van het Mauryarijk wel als het einde van de kali yuga gezien. Ook de Mahabharata verhaalt over het einde van deze yuga en geeft ook advies hoe om te gaan met deze moeilijke tijden. Naarmate de komst van de satya yuga uitbleef na de invallen van de Grieken en Scythen, werden de problemen niet gezien als het einde van de kali yuga gezien, maar als kenmerkend voor de kali yuga zelf, zoals in de Vishnu Purana.

## Yugadharma
Elke yuga heeft zijn eigen dharma, de yugadharma, die zich uit als een afname van de menselijke levensduur en van de kwaliteit van morele normen. De satya yuga is de meest perfecte yuga, waarin de mens wordt geregeerd door de goden en waarin iedereen zich houdt aan de dharma. Er was hier nog geen onderscheid tussen de mensen en er was dan ook maar een varna en een asrama. Aan het begin van treta yuga worden de vier varna's en asrama's geschapen. In de treta yuga was er nog slechts een Veda, waarna er in de dwapara yuga een onderverdeling in vieren kwam.
Tijdens de satya yuga staat dharma, gevisualiseerd als heilige koe, op al haar vier poten. Later in de treta yuga op drie poten en op twee in het dwapara yuga. In het immorele, egoïstische tijdperk kali yuga staat het slechts op één poot.
Tempels, oorlogen en geschriften zijn kenmerken van dwapara en kali. In de hogere tijdperken treta en satya is schrijven onnodig omdat mensen direct door middel van gedachten communiceren. Tempels zijn onnodig omdat mensen God als alom aanwezig ervaren. Oorlogen zijn schaars maar komen nog wel voor. Een van deze oorlogen wordt beschreven in de Ramayana.
De meest gewaardeerde deugden tijdens de verschillende yuga's zijn:
1. satya yuga, dhyana (meditatie)
2. treta yuga, yajna (opoffering)
3. dwapara yuga, archana (verering)
4. kali yuga, daana (aalmoezen)

## Duur
Volgens de Manusmriti duren de opeenvolgende yuga's respectievelijk 4000, 3000, 2000 en 1000 jaar. Aangezien elke yuga vooraf wordt gegaan door een dageraad (saṃdhyā) en afgesloten door een schemering (saṃdhyāṃśa) elk met duur van een tiende van de yuga, komt de totale cyclus of caturyuga op 12.000 jaar. Volgens latere Purana's begon de kali yuga toen Krishna stierf, kort na de Mahabharata-oorlog. Naarmate de komst van de satya yuga uitbleef na de invallen van de Grieken en Scythen, werden deze jaren gezien als goddelijke jaren en moesten met 360 vermenigvuldigd worden om menselijke jaren te krijgen. Zo duurt een mahayuga 4.320.000 jaar:
1. satya yuga, 4800 jaar (1.728.000 jaar)
2. treta yuga, 3600 jaar (1.296.000 jaar)
3. dwapara yuga, 2400 jaar (864.000 jaar)
4. kali yuga, 1200 jaar (432.000 jaar)

De vroegere Purana's beschrijven de yuga's nog met een duur die te bevatten is voor mensen, zoals de Vayu Purana en de Brahmanda Purana.
Nadat 71 cycli van mahayuga's zijn voltooid, volgt een periode die nog eens zolang duurt, pralaya, naar laya (ontbinding). In het pralaya komt de wereld grotendeels onder water te staan. Daarna begint de cyclus opnieuw, deze cyclus is manvantara naar Manu. Duizend mahayuga's vormen een kalpa, die uit 14 manvantara's bestaat en 15 interregnums (perioden tussen de regeringen van de Manu's, samen zes mahayuga's lang, 25.920.000 jaar), samen 4.320.000.000 jaar. Een kalpa is een dag van Brahma.